# Венцов, Владимир Кириллович

Автограф Венцеля В. К. 1939

Владимир Кириллович Венцов (Вольдемар Карлович Венцель, нем. Voldemar Wentzel; 6 сентября 1924 — 25 сентября 1943) — участник Великой Отечественной войны, Герой Советского Союза, командир взвода 2-й пулемётной роты 1185-го стрелкового полка (356-я стрелковая дивизия, 61-я армия, Центральный фронт), лейтенант.

## Биография
Владимир Кириллович Венцов (он же Вольдемар Карлович Венцель) родился 6 сентября 1924 года в селе Орловском Марксштадского кантона АССР Немцев Поволжья (ныне Марксовский район Саратовской области) в рабочей семье; этнический немец. Происходил из семьи немцев-колонистов Поволжья, его настоящее имя Вольдемар Карлович Венцель. Мать Вольдемара, урождённая Рейн Гермина, умерла при родах. Отец, Карл Карлович Венцель, после её смерти переехал вместе с сыном в Саратов, работал швейцаром в гостинице. Жили Венцели в доме № 4 по улице Московской. У В. К. Венцеля также был брат, Виктор Карлович Венцель, служивший маслёнщиком на пароме «20 лет Поволжской немецкой республике» на переправе Саратов—Энгельс и погибший в результате несчастного случая в 1933 году. Вольдемар после смерти отца в 1937 году воспитывался своей тёткой Траутверк.
В 1939 году окончил восемь классов средней школы № 9 города Саратова, в том же году принят в ВЛКСМ в школе № 25 г. Саратова (ныне Русская классическая гимназия). С 1939 года по июль 1941 года работал в столовой Саратовского юридического института им. Д. И. Курского (принят приказом № 2 от 27.08.1939) помощником повара.
В 1941 году уволился из СЮИ (приказ № 145 от 02.07.1941) по причине ухода добровольцем в ряды Красной Армии. С октября 1941 года, после окончания двухмесячных курсов младших лейтенантов, сражался на Западном, Юго-Западном, Брянском и Центральном фронтах. В 1942 году повторно принят в ВЛКСМ под именем Венцова Владимира Кирилловича. В июле 1942 года участвовал в наступательной операции на волховском направлении.
В 1943 году участвовал в боях за освобождение Орловщины. Погиб 25 сентября 1943 года в бою за плацдарм при форсировании реки Днепр у посёлка Любеч на Украине. Похоронен в братской могиле в селе Вишнёвое Репкинского района Черниговской области (Украина).
7 октября 1943 года командиром полка И. Ф. Самаркиным был представлен к званию Героя Советского Союза (посмертно); в наградном листе были изложены подвиги и геройство В. К. Венцеля за период боёв с июля 1942 года: в боях за Анино (июль 1942), при взятии языка (1.1.1943), в боях за Чегодаев (20.2.1943), Кривчее (июль-август 1943), при форсировании Днепра.
Указом Президиума Верховного Совета СССР «О присвоении звания Героя Советского Союза генералам, офицерскому, сержантскому и рядовому составу Красной Армии» от 15 января 1944 года за «образцовое выполнение боевых заданий командования по форсированию реки Днепр и проявленные при этом мужество и героизм» удостоен звания Героя Советского Союза посмертно.

## Награды
- Медаль «За отвагу» (3.4.1943)[9];
- Звание Герой Советского Союза (15 января 1944, посмертно):
  - Медаль «Золотая Звезда»;
  - Орден Ленина[9].

## Память
- На братской могиле в селе Вишнёвое (Черниговская область) в 1957 году установлен памятник с надписью у подножия «Здесь похоронен Герой Советского Союза Венцов Владимир Кириллович, 1924—1943»[11]. В 1987 году произведена его реконструкция.
- В 2010 году в Марксе (Саратовская область) на Аллее Героев установлен бюст В. К. Венцеля[11], средства на который собирались по подписке[12].
- В 2010 году на фасаде школы № 9 г. Саратова, где учился В. К. Венцов, установлена мемориальная доска[11].
- В Музее истории СГЮА имеется экспозиция, посвящённая В. К. Венцову.
- В 2015 году в Российско-немецком доме (Москва) прошла выставка «Защитники Родины», представившая материалы Томского областного Российско-немецкого дома и Музейного центра имени А. П. Дульзона (Томск) о судьбах одиннадцати российских немцев, ставших Героями Советского Союза, в том числе о Владимире Венцове (Вольдемаре Венцеле)[13].